# Carlo Pertusati

Stemma della famiglia Pertusati

Carlo Pertusati, conte di Castelferro (Milano, 9 aprile 1674 – Milano, 1755), è stato un nobile, politico e bibliofilo italiano, più volte presidente del Senato di Milano fra il 1733 e il 1753.

## Biografia
Erudito e bibliofilo, figlio di Luca Pertusati, I conte di Castelferro, già presidente del Senato milanese a cavallo fra il 1600 e il 1700, il Pertusati raccolse durante la sua esistenza una biblioteca costituita da circa 24 000 fra volumi a stampa e manoscritti.
Il Pertusati visse nel palazzo di famiglia che si affacciava sull'attuale corso di Porta Romana, casa Pertusati, andato rovinosamente distrutto dai bombardamenti anglo-americani del 1943: la casa conteneva il famoso giardino degli Arcadi, una parte del quale è ancora presente sull'area nei pressi del largo Crocetta. Il conte era infatti uno dei quattro pastori della colonia milanese dell'Accademia dell'Arcadia, introdotta nel 1704 dal chierico regolare della Congregazione di Somasca Gian Antonio Mezzabarba, e presso la sua residenza si tennero, fra il 1705 e il 1755 le riunioni della colonia stessa dove il conte metteva a disposizione degli arcadi la sua vasta biblioteca e il famoso orto erculeo adornato di piante e fiori.
Scriveva nel 1737 il Latuada, poi ripreso dall'Ignazio Cantù nel 1855:
Dopo la morte del conte, avvenuta nel 1755, l'erede Luca Pertusati stabilì di cedere la vastissima raccolta di volumi: a tal scopo avviò contatti con la corte del Ducato di Parma che nel 1763 inviò un bibliotecario della Palatina, il benedettino Andrea Mazza, per concludere le trattative. Fu allora che intervenne Carlo Giuseppe di Firmian, bibliofilo e ministro plenipotenziario austriaco dello Stato di Milano, che, onde evitare che la collezione venisse allontanata dal territorio milanese, impose in accordo con il cancelliere austriaco Wenzel Anton von Kaunitz-Rietberg l'acquisto della raccolta. Il 1 giugno 1763 fu firmato il contratto mediante il quale la Congregazione di Stato di Lombardia corrispondeva all'erede Pertusati 240 000 lire e 500 zecchini per acquisire l'intera raccolta per uso privato del figlio l'arciduca Ferdinando, futuro governatore di Milano. L'imperatrice accettò il dono a condizione che se ne facesse una biblioteca pubblica. Nel 1770 la collezione fu quindi trasferita in parte nel palazzo del collegio di Brera, dove si fuse con la biblioteca del collegio dei gesuiti dando origine alla Braidense, e in parte presso la biblioteca dell'Università di Pavia.